# Горна Търница
Горна Тръница (на сръбски: Горња Трница или Gornja Trnica) е село в община Търговище, Пчински окръг, Сърбия.

## История
В края на XIX век Горна Търница е село в Прешевска кааза на Османската империя. Според статистиката на Васил Кънчов („Македония. Етнография и статистика“) от 1900 година Горна Търница е населявано от 450 жители българи християни. Според патриаршеския митрополит Фирмилиан в 1902 година в Горна Търница има 85 сръбски патриаршистки къщи. По данни на секретаря на Българската екзархия Димитър Мишев („La Macédoine et sa Population Chrétienne“) в 1905 година в Горна и Долна Търница (Gorno-Dolno-Tirnitza) има 1040 българи патриаршисти гъркомани.
В 2002 година в селото живеят 86 сърби.

## Население
- 1948- 447
- 1953- 479
- 1961- 466
- 1971- 341
- 1981- 224
- 1991- 117
- 2002- 86